# Villa de Guadalupe, Xilitla
Villa de Guadalupe är en ort i Mexiko.   Den ligger i kommunen Xilitla och delstaten San Luis Potosí, i den centrala delen av landet, 220 km norr om huvudstaden Mexico City. Villa de Guadalupe ligger 1 047 meter över havet och antalet invånare är 129.
Terrängen runt Villa de Guadalupe är varierad, och sluttar brant österut. Runt Villa de Guadalupe är det ganska tätbefolkat, med 90 invånare per kvadratkilometer. Närmaste större samhälle är Villa Terrazas, 16,5 km öster om Villa de Guadalupe. I omgivningarna runt Villa de Guadalupe växer i huvudsak städsegrön lövskog.